# Indywidualne Mistrzostwa Polski w Zapasach 1988

## Mistrzostwa Polski w Zapasach1988

### Mężczyźni
- styl wolny

41. Mistrzostwa Polski – x – x 1988, Rzeszów
- styl klasyczny

58. Mistrzostwa Polski – x – x 1988, Piotrków Trybunalski

## Medaliści

### Mężczyźni

#### Styl wolny
| Kategoria: | Złoto:                               | Srebro:                            | Brąz:                             |
| 48 kg      | Jan Falandys Stal Rzeszów            | Edward Fiegie Boruta Zgierz        | Janusz Bożek GKS Tychy            |
| 52 kg      | Władysław Stecyk Grunwald Poznań     | Kazimierz Stefan Stal Rzeszów      | Stanisław Dziopak Stal Rzeszów    |
| 57 kg      | Dariusz Grzywiński Grunwald Poznań   | Zygmunt Kołodziej Śląsk Wrocław    | Tadeusz Wolny Lotnik Wrocław      |
| 62 kg      | Mieczysław Chomicz Grunwald Poznań   | Dariusz Czarnecki Start Krasnystaw | Wiesław Szczurek Stal Rzeszów     |
| 68 kg      | Andrzej Kubiak Gwardia Warszawa      | Marian Kołodziej Włókniarz Łódź    | Zbigniew Rychlik Start Krasnystaw |
| 74 kg      | Zbigniew Strzelczyk Gwardia Warszawa | Krystian Rajman Slavia Ruda Śląska | Adam Ogryzek GKS Tychy            |
| 82 kg      | Andrzej Radomski Budowlani Koszalin  | Józef Niemiec Gwardia Warszawa     | Zbigniew Kudła Slavia Ruda Śląska |
| 90 kg      | Jerzy Nieć Stal Rzeszów              | Jan Szelągiewicz Lotnik Wrocław    | Piotr Truchan Budowlani Koszalin  |
| 100 kg     | Tadeusz Adamski Stal Rzeszów         | Jerzy Owerczuk Gwardia Warszawa    | Tomasz Kupis Boruta Zgierz        |
| 130 kg     | Adam Sandurski Stal Rzeszów          | Jerzy Kachniarz Lotnik Wrocław     | Marek Ząbczyk Stal Rzeszów        |

#### Styl klasyczny
| Kategoria: | Złoto:                                          | Srebro:                                      | Brąz:                                           |
| 48 kg      | Andrzej Głąb Cement Gryf Chełm                  | Jacek Ślęzak Piotrcovia Piotrków Trybunalski | Arkadiusz Wiśniewski Legia Warszawa             |
| 52 kg      | Roman Kierpacz GKS Katowice                     | Wiesław Kamiński Śląsk Wrocław               | Stanisław Wróblewski Siła Mysłowice             |
| 57 kg      | Dariusz Bartnikiewicz Śląsk Wrocław             | Marek Czornik Siła Mysłowice                 | Andrzej Olszynka GKS Katowice                   |
| 62 kg      | Mieczysław Tracz Śląsk Wrocław                  | Piotr Troczyński Zagłębie Wałbrzych          | Adam Kierpacz GKS Katowice                      |
| 68 kg      | Stanisław Barej Legia Warszawa                  | Roman Popiołek Siła Mysłowice                | Krzysztof Pięta Śląsk Wrocław                   |
| 74 kg      | Józef Tracz Śląsk Wrocław                       | Jerzy Kopański GKS Katowice                  | Jarosław Siuj GKS Katowice                      |
| 82 kg      | Bogdan Daras Siła Mysłowice                     | Piotr Stępień Stal Rzeszów                   | Bogdan Matusiak Piotrcovia Piotrków Trybunalski |
| 90 kg      | Paweł Grzybicki Piotrcovia Piotrków Trybunalski | Paweł Rozenbajger GKS Katowice               | Andrzej Malina Legia Warszawa                   |
| 100 kg     | Andrzej Wroński Legia Warszawa                  | Tadeusz Zalewski Legia Warszawa              | Bogusław Dąbrowski Zagłębie Wałbrzych           |
| 130 kg     | Jerzy Choromański GKS Katowice                  | Sławomir Luto Legia Warszawa                 | Bogdan Skowroński Zagłębie Wałbrzych            |